# Poyrazdamları, Salihli
Poyrazdamları là một thị trấn thuộc huyện Salihli, tỉnh Manisa, Thổ Nhĩ Kỳ. Dân số thời điểm năm 2011 là 1.842 người.